# Cerro León

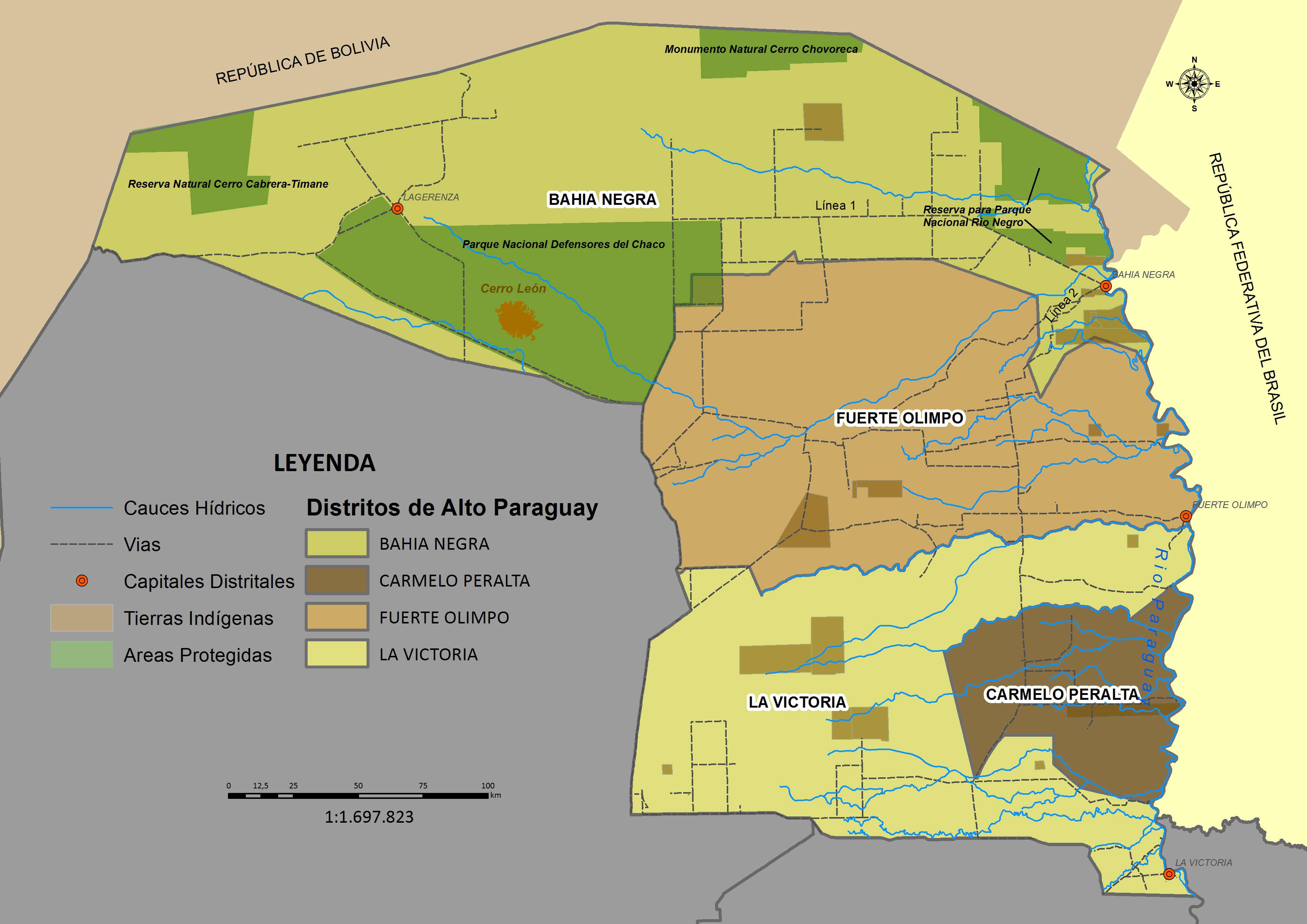
Ubicación del Cerro León, en el departamento de Alto Paraguay.

El cerro León o macizo cerro León es una zona de colinas en el departamento de Alto Paraguay en la zona noroeste de Paraguay, la zona montañosa abarca unos 52 km de diámetro, y se eleva hasta 624 m snm. El cerro León se encuentra en la zona central del parque nacional Defensores del Chaco.
La flora de la región comprende quebracho blanco, palo santo, samuù (palo borracho), bosques bajos y arbustos espinosos y varias especies de cactus. En cuanto a fauna en la zona viven felinos tales como yaguaretés, pumas, tirika, yaguarundí, varias especies de armadillos y monos (ka’i mirikina y ka’i pyhare).